# Canton de Pont-l'Abbé
Pour l’article homonyme, voir Canton de Pont-l'Abbé (Manche).
Le canton de Pont-l'Abbé est une circonscription électorale française située dans le département du Finistère et la région Bretagne.

## Histoire
Le canton de Pont-l'Abbé a été créé en 1790.
Un nouveau découpage territorial du Finistère entre en vigueur à l'occasion des élections départementales de mars 2015, défini par le décret du 13 février 2014, en application des lois du 17 mai 2013 (loi organique 2013-402 et loi 2013-403). Les conseillers départementaux sont, à compter de ces élections, élus au scrutin majoritaire binominal mixte. Les électeurs de chaque canton élisent au Conseil départemental, nouvelle appellation du Conseil général, deux membres de sexe différent, qui se présentent en binôme de candidats. Les conseillers départementaux sont élus pour 6 ans au scrutin binominal majoritaire à deux tours, l'accès au second tour nécessitant 12,5 % des inscrits au 1er tour. En outre la totalité des conseillers départementaux est renouvelée. Ce nouveau mode de scrutin nécessite un redécoupage des cantons dont le nombre est divisé par deux avec arrondi à l'unité impaire supérieure si ce nombre n'est pas entier impair, assorti de conditions de seuils minimaux. Dans le Finistère, le nombre de cantons passe ainsi de 54 à 27. Le nombre de communes du canton de Pont-l'Abbé passe de 7 à 6.
Le nouveau canton de Pont-l'Abbé est formé de communes des anciens cantons de Guilvinec (5 communes) et de Pont-l'Abbé (1 commune). Le canton est entièrement inclus dans l'arrondissement de Quimper. Le bureau centralisateur est situé à Pont-l'Abbé.

## Représentation

### Conseillers d'arrondissement (de 1833 à 1940)
| Période                                  | Période          | Identité                                                          | Étiquette   | Qualité |
| ---------------------------------------- | ---------------- | ----------------------------------------------------------------- | ----------- | --- |
| 1833                                     | 1836 (décès)     | Michel René Joseph Arnoult (1790-1836)                            |             | Médecin à Pont-l'Abbé |
| 1836                                     | 1839             | Jacob Coïc (1776-1842)                                            |             | Propriétaire à Pont-l'Abbé |
| 1839                                     | 1842             | Joseph Nicolas de Pascal (1801-1870)                              |             | Propriétaire à Plomeur |
| 1842                                     | 1848             | René Hyacinthe Alour Arnoult (1793-1851, frère de Michel Arnoult) |             | Notaire, propriétaire à Pont-l'Abbé |
|                                          |                  |                                                                   |             | |
| 1871                                     |                  | Guillaume-Marie Le Déliou                                         |             | Notaire à Pont-l'Abbé |
|                                          |                  |                                                                   |             | |
| 1889                                     | 1901             | Félix Moysan père (1835-1901)                                     | Républicain | Adjoint au maire de Pont-l'Abbé |
| 1901                                     | 1907             | Félix Moysan fils (1867-1931)                                     | Républicain | Négociant à Pont-l'Abbé |
| 1907                                     | 1919             | Pierre Biger                                                      | RG          | Négociant en pommes de terre, maire de Loctudy |
| 1919                                     | 1922             | Louis Le Coz                                                      | Rép.G       | Médecin à Pont-l'Abbé |
| 9 juillet 1922                           | 1932 (démission) | Jacques Queinnec                                                  | URD-PDP     | Notaire à Pont-l'Abbé, député (1928-1932) |
| 1932                                     | 1937             | Charles Le Bastard (1875-1957)                                    | SFIO        | Mécanicien, maire de Pont-l'Abbé (1919-1943) |
| 1937                                     | 1940             | Albert Gléhen (1913-2010)                                         | PDP         | Agent d'assurances à Pont-l'Abbé L'élection de 1937 avait été annulée, car M.Gléhen, âgé de moins de 25 ans, n'était pas éligible. Il fut réélu le 31 juillet 1938. |
| 1940                                     |                  |                                                                   |             | Les conseils d'arrondissement ont été suspendus par la loi du 12 octobre 1940 et n'ont jamais été réactivés                                                         |
| Les données manquantes sont à compléter. |                  |                                                                   |             | |

### Conseillers généraux de 1833 à 2015
| Période         | Période      | Identité                             | Étiquette                 | Qualité |
| --------------- | ------------ | ------------------------------------ | ------------------------- | --- |
| 1833            | 1842         | Prosper Jacques Marie Cosmao-Duménez |                           | Négociant, commis de marine maire de Pont-l'Abbé (1841-1863) |
| 1842            | 1870 (décès) | Joseph Nicolas de Pascal             |                           | Propriétaire Maire de Plomeur (1841-1870) |
| 1870            | 1871         | Jean-Louis Paisant (1814-1874)       |                           | Négociant, industriel, maire de Pont-l'Abbé (1864-1872) |
| 1871            | 1887 (décès) | Georges Arnoult                      | Républicain Centre gauche | Propriétaire à Pont-l'Abbé Député (1876-1885) |
| 1887            | 1904         | Sélim-Marie Cosmao-Dumenez           | Progressiste              | Médecin - Député (1889-1902) Conseiller municipal de Pont-l'Abbé |
| 1904            | 1919         | Édouard Plouzané                     | Rad                       | Médecin - Député (1910-1914) |
| 1919            | 1922         | Pierre Biger                         | Rép.G                     | Négociant en pommes de terre Maire de Loctudy |
| 1922            | 1932 (décès) | Louis Le Coz                         | Rép.G→Rad-soc             | Médecin à Pont-l'Abbé |
| 1932            | 1940         | Jacques Queinnec                     | URD-PDP                   | Notaire à Pont-l'Abbé Député (1928-1932) Sénateur (1937-1940) Nommé conseiller départemental en 1943                                                                                      |
|                 |              |                                      |                           | |
| 1945            | 1949         | Jean-Désiré Larnicol                 | PCF                       | Ancien militaire de la Marine Nationale Administrateur de l'hebdomadaire La Bretagne ouvrière, paysanne et maritime Ancien Maire (1935-1939) puis Maire-adjoint (1965-1971) de Treffiagat |
| 1949            | 1955 (décès) | Jean Lavalou                         | RPF puis Rép.soc          | Pharmacien au Guilvinec |
| 1955            | 1958 (décès) | Jean Lautrédou (1905-1958)           | MRP                       | Maire de Pont-l'Abbé (1953-1958) |
| 27 juillet 1958 | 1979         | Henry Maurice Bénard (1924-2011)     | MRP puis CD puis UDF-CDS  | Chirurgien Maire de Pont-l'Abbé (1958-1983) |
| 1979            | 1982         | Jean Folgoas                         | PS                        | Mécanicien puis patron-pêcheur Maire de Plobannalec (1977-1995) Elu en 1982 dans le Canton de Guilvinec Suppléant du député Bernard Poignant (1981-1986)                                  |
| 1982            | 1985         | Jean Richard                         | PS                        | Directeur du foyer de jeunes travailleurs de Quimper Maire de Combrit (1977-1982) |
| 1985            | 1998         | Sébastien Jolivet                    | UDF-CDS                   | Clerc de notaire Maire de Pont-l'Abbé (1983-1995) |
| 1998            | 2011         | Annick Le Loch                       | PS                        | Commerçante Députée (2007-2017) Maire de Pont-l'Abbé (1995-2001) |
| 2011            | 2015         | Daniel Couïc                         | PS                        | Ingénieur retraité Maire de Pont-l'Abbé (2008-2014) |

### Conseillers départementaux à partir de 2015
| Période élective | Période élective | Mandat | Mandat   | Identité                | Nuance | Nuance | Qualité |
| ---------------- | ---------------- | ------ | -------- | ----------------------- | ------ | ------ | --- |
| 2015             | 2021             | 2015   | 2021     | Thierry Mavic           |        | LR     | Employé, maire de Pont-l'Abbé (2014-2016)                                                                                      |
| 2015             | 2021             | 2015   | 2021     | Nathalie Tanneau        |        | LR     | Employée, maire de Treffiagat (depuis 2020)                                                                                    |
| 2021             | 2028             | 2021   | en cours | Nathalie Carrot-Tanneau |        | LR     | Responsable du contentieux Conseillère sortante, 7ème Vice-Présidente du conseil départemental                                 |
| 2021             | 2028             | 2021   | en cours | Stéphane Le Doaré       |        | LR     | Maire de Pont-l'Abbé, Président de la Communauté de communes du Pays Bigouden Sud 6ème Vice-Président du conseil départemental |

### Résultats détaillés

#### Élections de mars 2015
À l'issue du 1er tour des élections départementales de 2015, deux binômes sont en ballottage : Thierry Mavic et Nathalie Tanneau (Union de la Droite, 36,96 %) et Annie Caoudal et Frédéric Le Loc'H (PS, 30,9 %). Le taux de participation est de 52,65 % (12 004 votants sur 22 801 inscrits) contre 51,11 % au niveau départementalet 50,17 % au niveau national.
Au second tour, Thierry Mavic et Nathalie Tanneau (Union de la Droite) sont élus avec 52,09 % des suffrages exprimés et un taux de participation de 53,05 % (5 750 voix pour 12 097 votants et 22 802 inscrits).

#### Élections de juin 2021
Le premier tour des élections départementales de 2021 est marqué par un très faible taux de participation (33,26 % au niveau national). Dans le canton de Pont-l'Abbé, ce taux de participation est de 37,29 % (8 551 votants sur 22 930 inscrits) contre 35,55 % au niveau départemental. À l'issue de ce premier tour, deux binômes sont en ballottage : Nathalie Carrot-Tanneau et Stéphane Le Doaré (Union au centre et à droite, 45,4 %) et Yves Canévet et Maryse Rousseau (Union à gauche, 23,86 %).
Le second tour des élections est marqué une nouvelle fois par une abstention massive équivalente au premier tour. Les taux de participation sont de 34,36 % au niveau national, 36,76 % dans le département et 39,23 % dans le canton de Pont-l'Abbé. Nathalie Carrot-Tanneau et Stéphane Le Doaré (Union au centre et à droite) sont élus avec 60,17 % des suffrages exprimés (5 107 voix pour 8 996 votants et 22 931 inscrits),,. 

## Composition

### Composition de 1801 à 1982
1982 (décret du 15 janvier) : création du canton de Guilvinec, qui comprend les communes de Guilvinec, Loctudy, Penmarch, Plobannalec-Lesconil et Treffiagat.

### Composition de 1982 à 2015

Situation du canton de Pont-l'Abbé dans le département du Finistère avant 2015.

Le canton de Pont-l'Abbé regroupait sept communes.
| Nom                     | Code Insee | Codepostal | Superficie (km2) | Population (dernière pop. légale) | Densité (hab./km2) |
| ----------------------- | ---------- | ---------- | ---------------- | --------------------------------- | ------------------ |
| Pont-l'Abbé (chef-lieu) | 29220      | 29120      | 18,21            | 8 374 (2012)                      | 460                |
| Combrit                 | 29037      | 29120      | 24,13            | 3 731 (2012)                      | 155                |
| Plomeur                 | 29171      | 29120      | 29,69            | 3 833 (2012)                      | 129                |
| Saint-Jean-Trolimon     | 29252      | 29120      | 14,68            | 1 008 (2012)                      | 69                 |
| Tréguennec              | 29292      | 29720      | 9,61             | 325 (2012)                        | 34                 |
| Tréméoc                 | 29296      | 29120      | 11,66            | 1 277 (2012)                      | 110                |
| Île-Tudy                | 29085      | 29980      | 1,26             | 747 (2012)                        | 593                |

### Composition à partir de 2015
Le canton de Pont-l'Abbé comprend désormais six communes entières.
| Nom                                 | Code Insee | Intercommunalité        | Superficie (km2) | Population (dernière pop. légale) | Densité (hab./km2) | Modifier                                    |
| ----------------------------------- | ---------- | ----------------------- | ---------------- | --------------------------------- | ------------------ | ------------------------------------------- |
| Pont-l'Abbé (bureau centralisateur) | 29220      | CC du Pays Bigouden Sud | 18,21            | 8 403 (2022)                      | 461                | modifier les données · modifier les données |
| Guilvinec                           | 29072      | CC du Pays Bigouden Sud | 2,46             | 2 677 (2022)                      | 1 088              | modifier les données · modifier les données |
| Loctudy                             | 29135      | CC du Pays Bigouden Sud | 12,73            | 4 043 (2022)                      | 318                | modifier les données · modifier les données |
| Penmarch                            | 29158      | CC du Pays Bigouden Sud | 16,39            | 5 320 (2022)                      | 325                | modifier les données · modifier les données |
| Plobannalec-Lesconil                | 29165      | CC du Pays Bigouden Sud | 18,17            | 3 694 (2022)                      | 203                | modifier les données · modifier les données |
| Treffiagat                          | 29284      | CC du Pays Bigouden Sud | 8,10             | 2 438 (2022)                      | 301                | modifier les données · modifier les données |
| Canton de Pont-l'Abbé               | 2922       |                         | 76,06            | 26 575 (2022)                     | 349                | modifier les données                        |

## Démographie

### Démographie avant 2015
| 1962   | 1968   | 1975   | 1982   | 1990   | 1999   | 2006   | 2011   | 2012   |
| ------ | ------ | ------ | ------ | ------ | ------ | ------ | ------ | ------ |
| 13 127 | 13 217 | 13 841 | 14 794 | 15 596 | 16 836 | 18 024 | 19 170 | 19 295 |

### Démographie depuis 2015
En 2022, le canton comptait 26 575 habitants, en évolution de +1,74 % par rapport à 2016 (Finistère : +2,16 %, France hors Mayotte : +2,11 %).
| 2013   | 2018   | 2022   |
| ------ | ------ | ------ |
| 26 403 | 26 098 | 26 575 |